# Schloss Eichhof

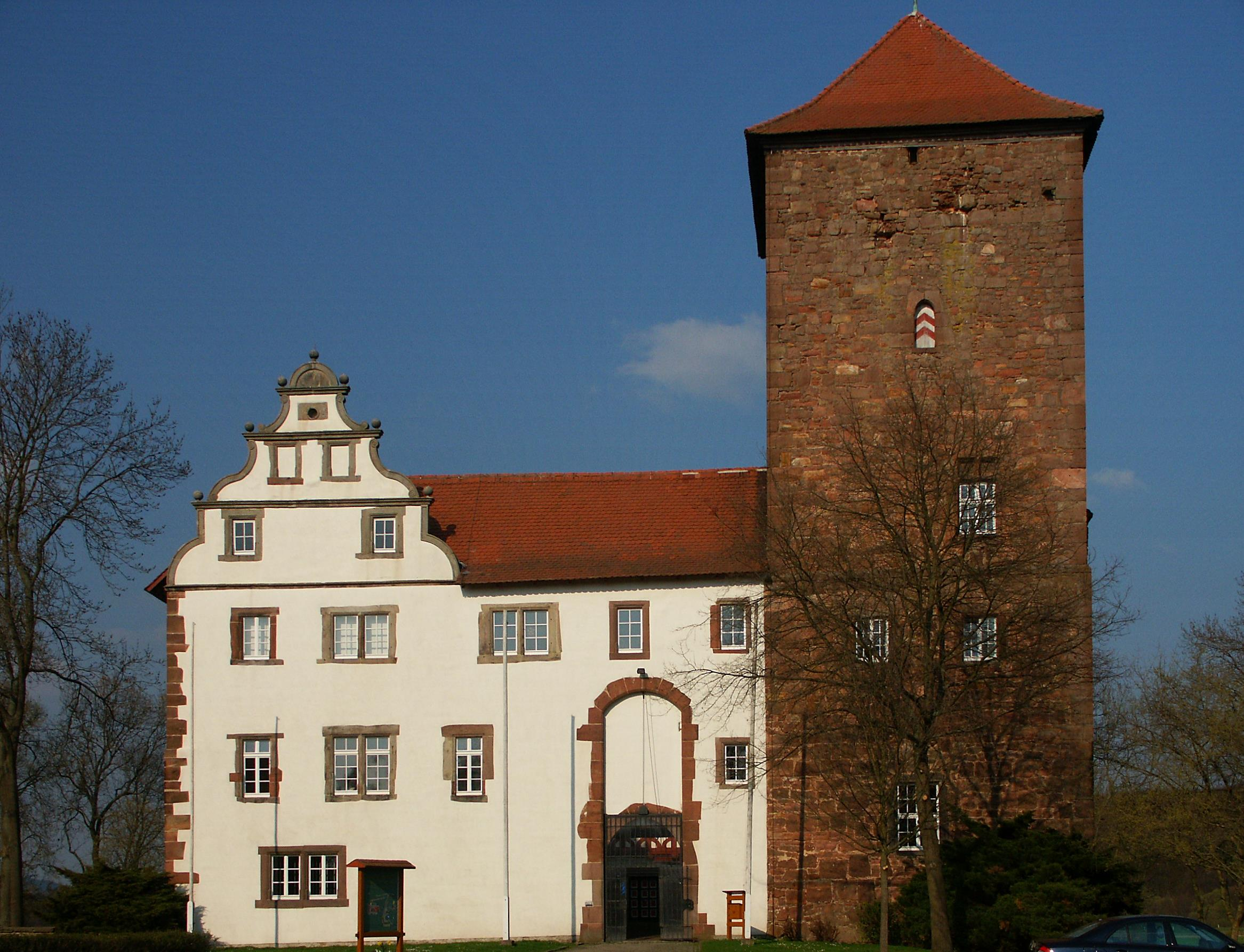
Schloss Eichhof in Bad Hersfeld, Vorderansicht

Das Schloss Eichhof ist ein von den Äbten der Reichsabtei Hersfeld erbautes Schloss in Bad Hersfeld. Es liegt etwa 3 km südlich der Altstadt an der Bundesstraße 62 am linken Ufer der Fulda. Auf der anderen Fuldaseite erhebt sich der Johannesberg, und auf der anderen Seite des Schlosses liegt an einem Hang der Stadtteil Eichhof.

## Beschreibung

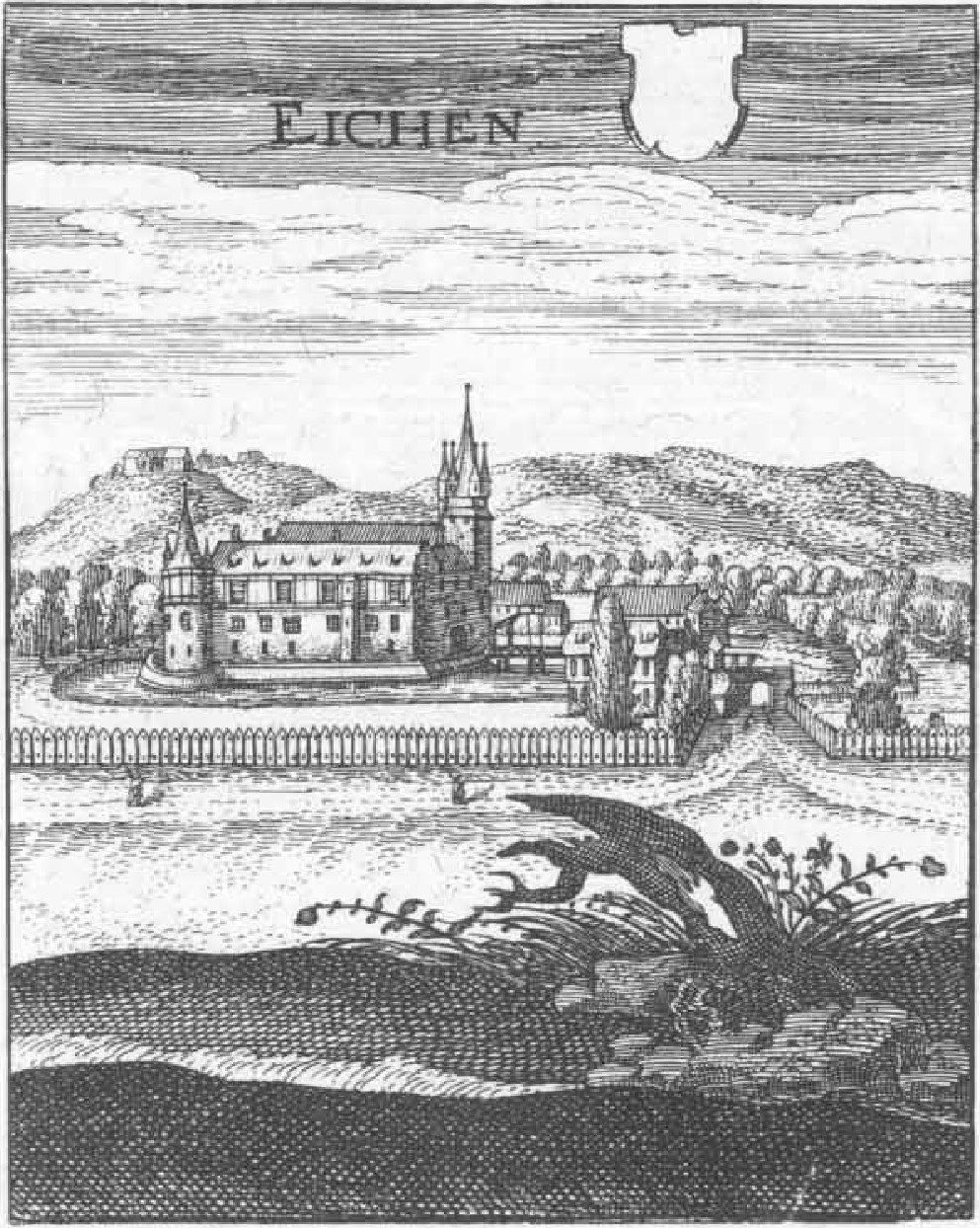
Kupferstich von Schloss Eichhof (Matthäus Merian von 1655)

Das Schloss hat eine quadratische Grundform, die anfänglich eine eingeschossige gotische Wasserburg war. Der mächtige quadratische Bergfried wurde auf der südlichen Ecke der vier Burgflügel erbaut. Die Burg wurde aus Buntsandstein errichtet. Durch den südwestlichen Flügel der Burg führt das Tor zum Innenhof. Diese Anlage war mit einem Wassergraben umgeben. Vor diesen Wassergraben auf der südwestlichen Seite der Burg gab es noch eine Vorburg, die wiederum von einem weiteren Wassergraben umgeben war.
Im 16. Jahrhundert wurde die Burg im Renaissancestil zum Schloss ausgebaut. Es wurde zu einer Sommerresidenz der Äbte. Es erhielt Renaissancegiebel und ein weiteres Fachwerkgeschoß sowie prächtige Holzvertäfelungen im Innern.
Seitdem hat sich das Erscheinungsbild des Schlosses nur noch wenig verändert. Von der ersten Burg blieben die steinernen Außenmauern und der Bergfried fast unverändert erhalten.

## Geschichte

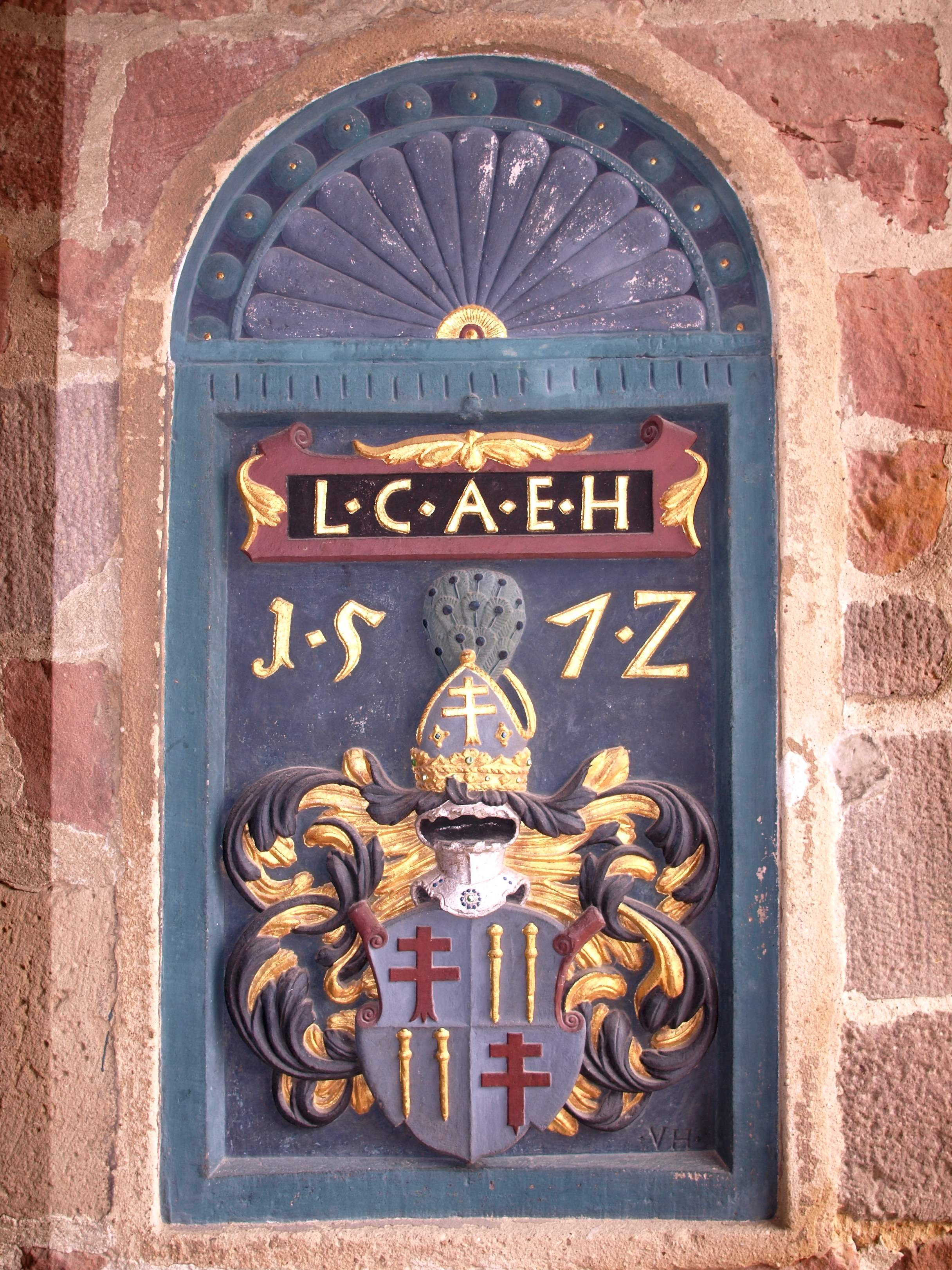
Wappen von Abt Ludwig V. (1571–1588) im Eingangsbereich von Schloss Eichhof

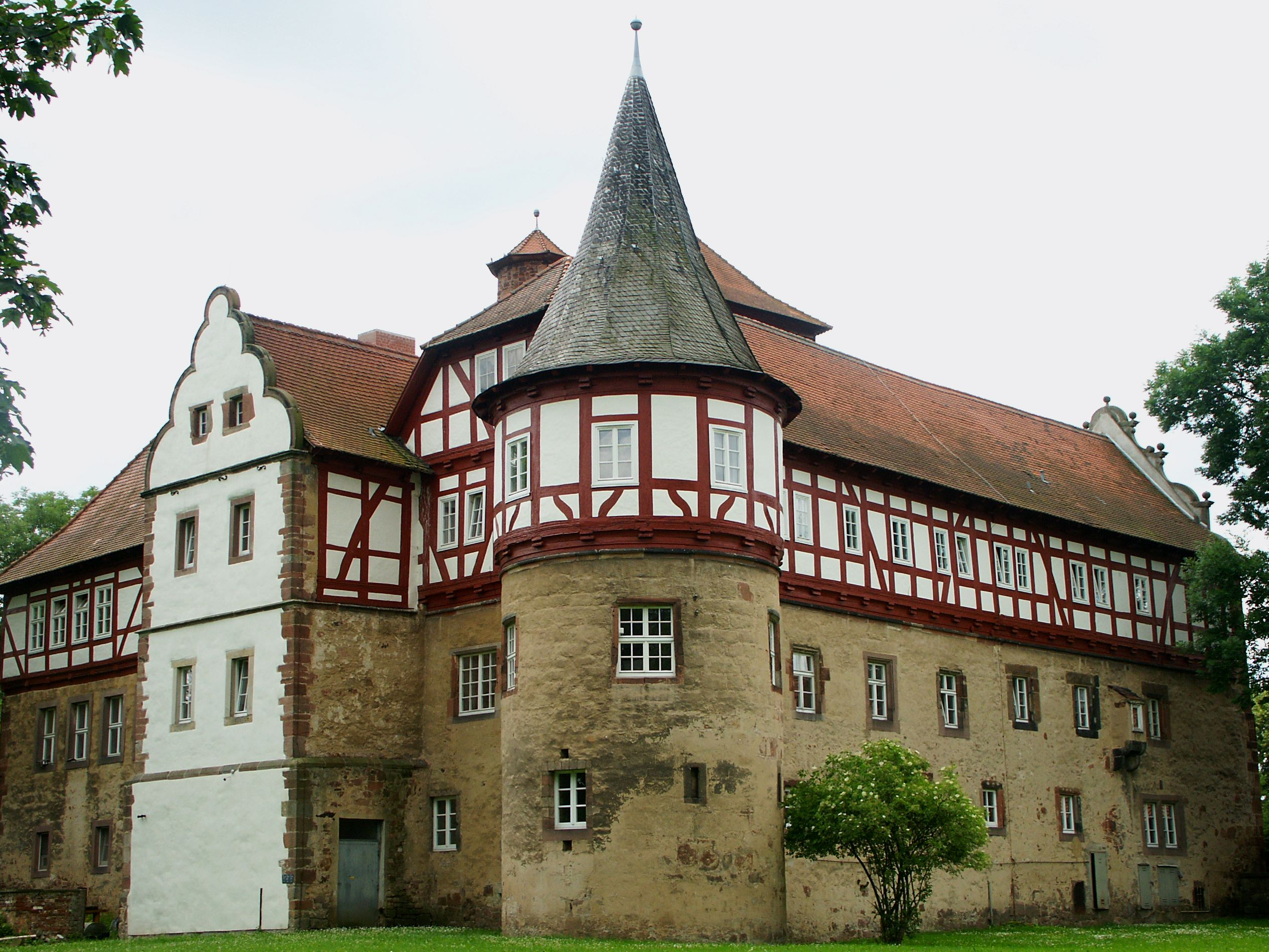
Schloss Eichhof in Bad Hersfeld, rückwärtige Ansicht

Mit dem Beginn des 14. Jahrhunderts versuchte die Stadt unabhängig von der Reichsabtei zu werden. Dies ging aber nicht ohne den Widerstand der Äbte, die spätestens seit 1232 Oberhaupt des geistlichen Fürstentums Hersfeld waren. Somit betrachteten sie sich auch als Eigentümer der Stadt.
Dies war der Beginn eines Kleinkrieges der etwa zweihundert Jahre andauerte. Abt Ludwig II. begann daher im Jahr 1328 mit dem Bau des „Schlosses zu den Eichen“ außerhalb der Stadt, in der Fuldaaue. Man geht davon aus, dass der Name von einem Eichenwald stammt, der sich früher in der Aue ausbreitete. Dieser Eichenwald war ein Teil des Heuringswaldes. Vermutlich ist das der Reichsforst für den die Abtei im Jahre 1003 den Wildbann erhielt und der als „Eherinevirst“ erwähnt wurde.
Abt Ludwig wurde immer mehr isoliert, da selbst der Konvent auf der Seite der Bürger stand. Auch geriet das Stift in erhebliche Finanznöte, und so kam es vermutlich während der Amtszeit von Abt Johann II. von Elben zu Stillstand des Baues. Die Burg wurde erst im Jahr 1372 unter Abt Berthold II. von Völkershausen vollendet. Während der Auseinandersetzungen mit der Stadt und den vielen anderen Fehden, in die die Abtei verstrickt war, wurde die Burg zum Rückzugsort der Äbte.  Abt Berthold II. wollte im Jahr 1378 die Stadt mit Hilfe des Sternerbundes wieder unter seine Gewalt bringen. Dies gelang aber nicht, und so verschanzte er sich in dieser Trutzfeste und unternahm von hier und vom Johannesberg aus Streifzüge, die die ganze Gegend verwüsteten.
Am 30. April 1521 kam Martin Luther auf dem Weg vom Reichstag in Worms zur Wartburg hier vorbei und wurde als Gast des Abts Karto im Eichhof empfangen. Am nächsten Tag predigte Luther in der Stiftskirche. Ein Zimmer dieses Schlosses hat den Namen Lutherzimmer und erinnert an diesen Besuch. Übernachtet hat Luther aber vermutlich nicht hier, sondern in der Klausur des Klosters.
Abt Ludwig V. (Ludwig Landau) baute das Schloss von 1571 bis 1588 im Renaissancestil zu einer Sommerresidenz aus.
Als die hessischen Landgrafen 1606 in den Besitz der Abtei Hersfeld kamen, wurde es als Jagdschloss genutzt. Spätestens im Dreißigjährigen Krieg, als das Schloss geplündert wurde, verschwand die mittelalterliche Ausstattung. Später wurde das Schloss zu einer landgräflichen Domäne, die im 18. Jahrhundert staatlich wurde. Im Jahr 1820 wurde die Vorburg vollständig abgerissen und die zwei Wassergräben wurden  eingeebnet.
Der Eichhof ist seit 1965 Außenstelle des Landesbetrieb Landwirtschaft Hessen mit dem Namen Landwirtschaftszentrum Eichhof. Um das Schloss entstanden in der Folge neue landwirtschaftliche Gebäude. Seit 2010 besteht zudem einen Außenstelle vom Fraunhofer-Institut für Windenergie und Energiesystemtechnik.
Seit 1986 werden hier, auf der zweiten Freilichtbühne der Bad Hersfelder Festspiele, vornehmlich komödiantische Theaterstücke aufgeführt.
Siehe auch: Geschichte der Stadt Bad Hersfeld

## Verwaltung
Schloss Eichhof bildete einen eigenen Verwaltungs- und Gerichtsbezirk, siehe hierzu die Liste der Ämter der Abtei Hersfeld. Hierzu gehörte neben dem Schloss Eichhof mit seiner Meierei noch der Schafhof, die Bechermühler und die Mahl- und Schlagmühle. An der Spitze stand ein eigener Vogt. In der zweiten Hälfte des 18. Jahrhunderts wurde dieses Amt aufgehoben und dessen Bestandteile zum Amt Hersfeld geschlagen.